# Donny Osmond

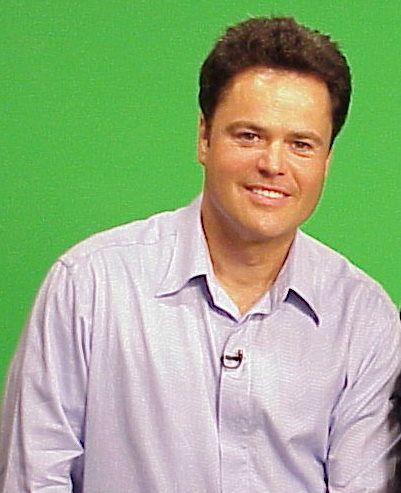
Donny Osmond

Donald Clark "Donny" Osmond, född 9 december 1957 i Ogden, Utah, är en amerikansk popsångare och underhållare. 
Han är en av bröderna i de framgångsrika the Osmonds, troende mormoner. De hade stora framgångar på hitlistorna i USA på 1970-talet. De facto vann bröderna popularitet tidigare i Sverige än i USA, då de "upptäcktes" av Lasse Lönndahl och i slutet på 1960-talet hade en stor framgång på skivlistorna i Sverige när de på svenska sjöng Fem smutsiga små fingrar. 
Donny Osmond gjorde solokarriär 1971 och hade en listetta i USA med Go Away Little Girl. Bland andra hits märks Puppy Love. Han sjöng också duett med sin syster Marie Osmond, som till exempel Deep Purple. Dessutom har han varit verksam i musikalbranschen, och han spelade Joseph i Lloyd Webber/Rice-musikalen Joseph and the Amazing Technicolor Dreamcoat.
Han sjunger även i Disneyfilmen Mulan.